# Gruszewo
Gruszewo [pronunciación en polaco: /ɡruˈʂɛvɔ/] es un pueblo ubicado en el distrito administrativo de Gmina Białogard, dentro del condado de Białogard, Voivodato de Pomerania Occidental, en el noroeste de Polonia. Se encuentra a unos 7 kilómetros al sur de Białogard y a 109 kilómetros al noreste de la capital regional Szczecin.